# جورج بالمر (لاعب كريكت)
جورج بالمر (5 يونيو 1897 في المملكة المتحدة - 1 يونيو 1962 في المملكة المتحدة) (بالإنجليزية: George Palmer)‏ هو لاعب كريكت بريطاني (وحمل سابقاً جنسية المملكة المتحدة لبريطانيا العظمى وأيرلندا). لعب مع نادي وارويكشاير للكريكيت ‏.

## وصلات خارجية
- جورج بالمر على موقع إي آس بي آن كريك إنفو (الإنجليزية)